# 게오르기오스 아베로프

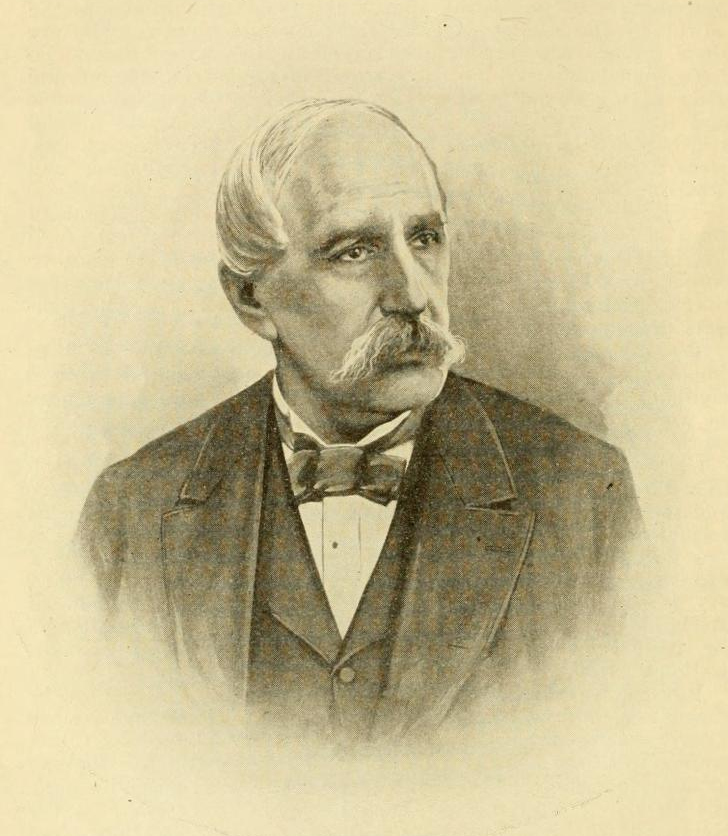
게오르기오스 아베로프

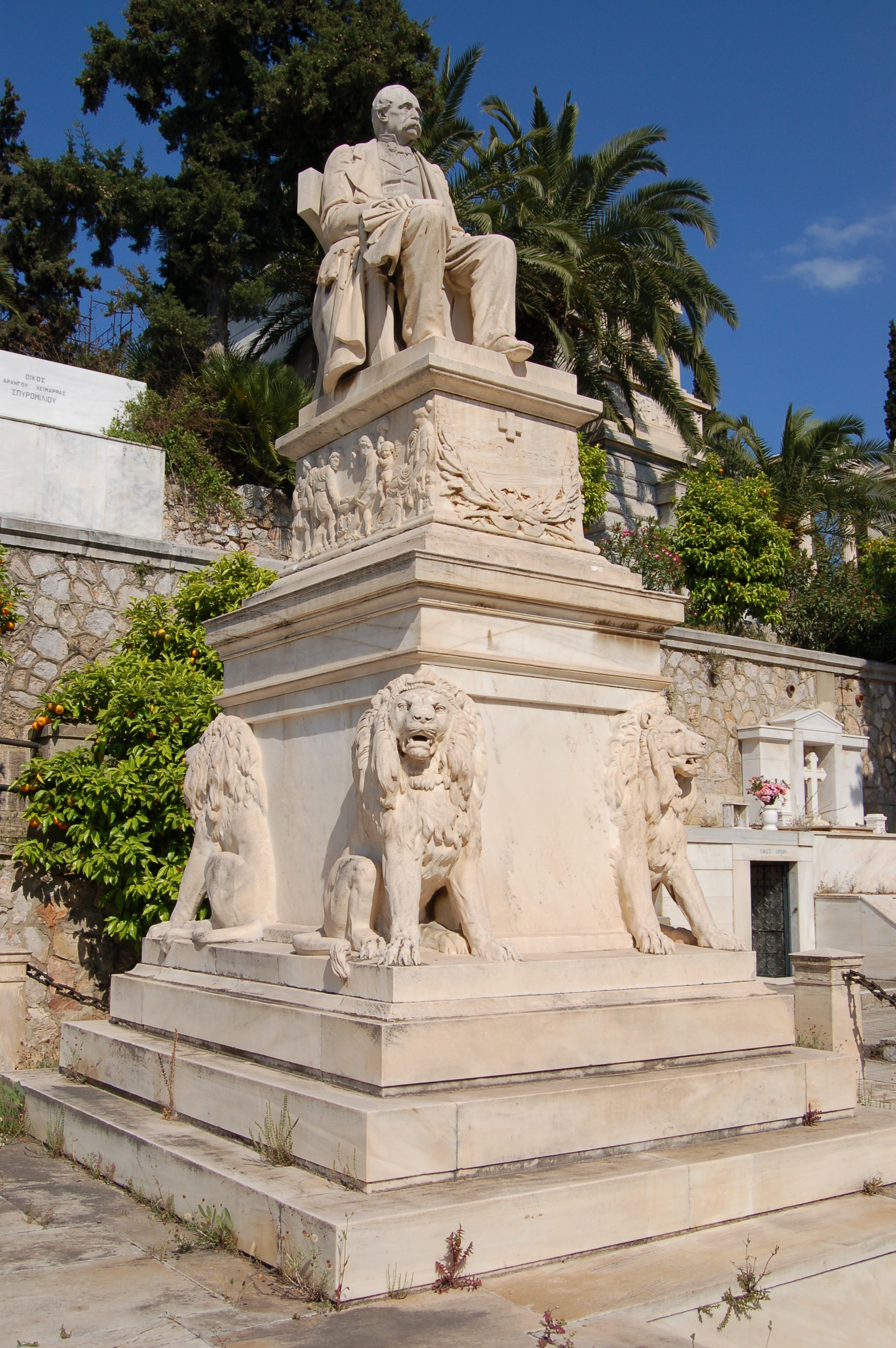
아테네에 있는 애버로프의 무덤

게오르기오스 M. 아베로프(영어: George M. Averoff, Georgious Averof, 그리스어: Γεώργιος Αβέρωφ, 1815년 ~ 1899년)는 그리스의 사업가이자 박애주의자이다.
아베로프는 메초포의 아로마니아인이 살고 있는 지역(블라크)에서 태어났다. 아베로프는 어릴 때 알렉산드리아로 이사갔다. 그는 평생토록 이집트와 그리스에 많은 학교를 세운 것으로 알려져있다.
그는 후원자로서 1896년 하계 올림픽의 준비를 위해 파나티나이코 경기장의 재건에 후원금을 제공했으며 이것은 황태자인 콘스탄티노스 1세의 요청으로 이루어졌다. 경기장은 1895년에 재건이 완료되었으며 19세기에 들어서 한 두 번째 재건 공사였다. 자재는 애버로프가 판텔리산의 흰 대리석을 요청해서 그것을 썼다. 당초에 예산은 585,000 드라크마가 들 것으로 예상되었으나 막상 다 짓고 나서 보니 920,000 드라크마가 들었다.
그는 올림픽에서 외국 참가자들을 위한 접대 위원회의 위원으로서 활동하기도 했다.
아베로프의 후원에 대한 감사인사로 경기장의 앞에 아베로프의 동상이 세워졌으며 이 동상은 아직까지도 남아있다. 또한 엄청난 돈을 들여(2,500,000 골드 프랑) 만든 그리스 해군의 기함인 한 순양함은 그의 유언을 받들어서 그의 이름을 배에 넣었다.